# Adobe XD
Adobe XD (也有称谓Adobe Experience Design) 為 Adobe Inc 發佈的向量繪圖軟體，用來設計網頁及行動應用程式的使用者經驗。能在macOS、Windows 10、iOS和Android使用。
XD擁有向量繪圖設計及網站線框圖(Wireframe)設計的功能，能創造簡單的點擊互動原型(Prototype)。

## 歷史
- 2015年10月，Adobe在Adobe MAX以「Project Comet」發表新的介面設計及設計原型工具。[4]
- 2016年3月14日，開放「Adobe 使用者經驗設計 CC」的開發測試版給 macOS 平台的所有 Adobe註冊用戶。[3]
- 2016年12月13日，開放 Windows 10 的開發測試版 。[5]
- 2017年10月18日，Adobe 宣佈 Adobe XD 結束測試。[6]

## 特色
Adobe XD能創造網頁及行動應用程式的使用者介面，XD有許多利於創意設計的功能，這些功能之前在 Illustrator 或 Photoshop 難以使用或根本不存在。除此之外，Adobe XD 還有適用於蘋果公司扁平化设计（Flat Design）、微軟流畅设计体系（Fluent Design）和谷歌公司质感设计（Material Design）的用戶介面設計(UI Design)設計語言(Design Language)。